# Oenothera macrosperma
Oenothera macrosperma är en dunörtsväxtart som först beskrevs av Hudziok, och fick sitt nu gällande namn av Hudziok. Oenothera macrosperma ingår i släktet nattljussläktet, och familjen dunörtsväxter. Inga underarter finns listade i Catalogue of Life.